# Le Gendarme en balade
Le Gendarme en balade is een Franse komische film uit 1970 met Louis de Funès in de hoofdrol, geregisseerd door Jean Girault. De film heeft als Nederlandse titel De gendarme op drift. Het is de vierde van de in totaal zes 'Le Gendarme'-films.

## Verhaal
De gendarmen van Saint-Tropez worden getest op hun fysieke krachten. Omdat ze allemaal de test met een onvoldoende afronden wordt het gehele team, inclusief Cruchot (gespeeld door Louis de Funès) met vervroegd pensioen gestuurd. Ze maken echter gebruik van het geheugenverlies van Fougasse (gespeeld door Jean Lefebvre) om hun taken als gendarme weer op te nemen.

## Rolverdeling
| Acteur          | Personage        |
| --------------- | ---------------- |
| Louis de Funès  | Ludovic Cruchot  |
| Michel Galabru  | Jérôme Gerber    |
| Christian Marin | Albert Merlot    |
| Jean Lefebvre   | Lucien Fougasse  |
| Guy Grosso      | Tricard          |
| Michel Modo     | Berlicot         |
| Claude Gensac   | Josépha Chruchot |
| Yves Vincent    | Kolonel          |
| Nicole Vervil   | mevrouw Gerber   |